# 소득과 출산력

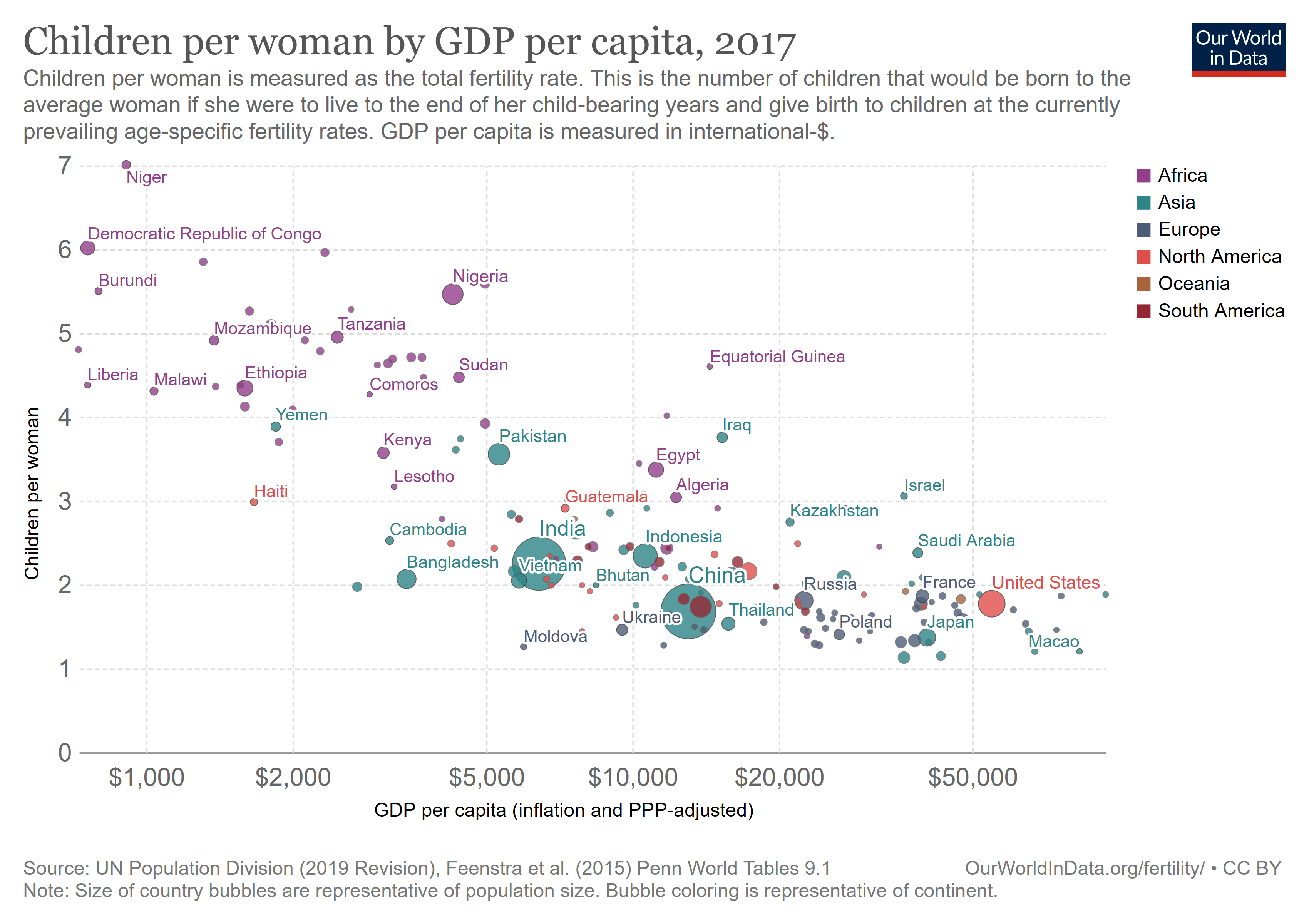
2017년 1인당 GDP(가로축)와 여성 1인당 출산율(세로축)을 국가별로 나타낸 그래프.

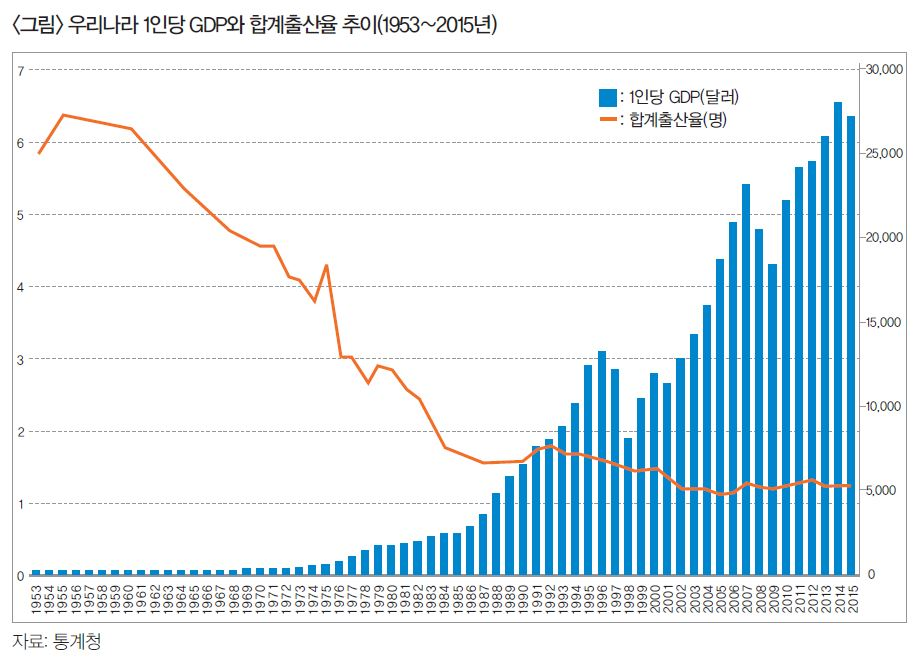
1953-2015 한국의 1인당 GDP와 합계출산율 추이.

전 세계적으로, 소득과 출산력은 일반적으로 민접한 상관 관계를 가지고 있다고 알려져 있다. 일반적으로 소득이 낮은 국가는 출산율이 높은 반면, 소득이 높은 국가는 출산율이 낮은 경향이 있다.

## 세계적 동향

2020년 기준 국가별 합계출산율 지도. (출처: 미국 인구 연구소 Population Reference Bureau)

1인당 GDP, 즉 경제적 소득수준이 높은 국가일수록 합계출산율이 낮아지는 추세를 보였다. 소득수준이 낮은 국가는 합계출산율이 3.0명 이상으로 높았지만, 1인당 GDP가 1만달러를 넘어서면 극히 일부 국가를 제외하고 대부분 국가의 합계출산율은 국가별 편차는 있지만 2.0명 이하 수준에서 머물렀다.
|                           | 1950-1955 | 1990-1995 | 2015-2020 | 2045-2050 | 2095-2100 |
| 아프리카                  | 6.57      | 5.72      | 4.44      | 3.24      | 2.14      |
| 아시아                    | 5.83      | 2.90      | 2.15      | 1.90      | 1.76      |
| 유럽                      | 2.66      | 1.57      | 1.61      | 1.71      | 1.77      |
| 라틴 아메리카 및 카리브해 | 5.83      | 3.08      | 2.04      | 1.77      | 1.73      |
| 북아메리카                | 3.34      | 2.00      | 1.75      | 1.78      | 1.81      |
| 오세아니아                | 3.89      | 2.52      | 2.36      | 2.11      | 1.84      |
| 전 세계                   | 4.97      | 3.01      | 2.47      | 2.21      | 1.94      |

2014년 유엔 인구 기금(UNFPA)이 공표한 세계 인구 현황 보고서에 따르면, 전 세계 73억 인구 중 청년층이 약 18억 명, 전체 인구의 1/4에 해당했으며, 청년 인구의 89%가 아프리카나 아시아, 카리브해 등지와 같은 저개발국가에서 살고 있는 것으로 나타났다. 이들 국가에서 여전히 유행하는 ‘조혼제도’로 매일 약 39,000명, 10년 간 1억 4천여 명의 18세 이하의 소녀들이 어린 신부가 되어 이른 나이부터 출산을 시작해 출산율이 높아졌기 때문이다.
반면에 소득이 높은 선진국은 삶의 질 향상, 가치관 변화, 여성의 사회진출 등으로 출산율이 인구 대체 수준 미만으로 낮아졌다.
1992년 노벨경제학상을 수상한 게리 베커 시카고대 교수는 인구변화에 대해 가장 많이 알려진 고전적 이론인 맬서스의 인구론과 자연선택으로 유명한 다윈의 진화론을 종합해 가구의 출산에 관한 경제모형을 처음으로 제시했다.
맬서스의 인구론은 식량생산이 증가함에 따라 인구가 지속적으로 증가하지만 인구증가율이 식량생산의 증가율을 초과하면서부터는 인구가 감소한다고 설명한다. 즉 1인당 식량생산량이 감소하면 식량생산의 증가율이 인구증가율을 넘어설 때까지 사람들이 결혼을 연기하고 자녀도 적게 낳는다고 이해되지만, 그의 이론과 달리, 실제로는 1인당 GDP가 크게 증가했음에도 합계출산율은 반대로 크게 감소해온 사실을 설명하기 어렵다.
한편 다윈은 진화론적 관점에서 적자생존에 의해 부모로부터 유전되는 가임능력이 높은 사람들만이 살아남는다고 설명했으나, 인간이 생물학적 가임능력보다 적은 수의 자녀들을 갖는 이유를 설명할 수 없었다. 20세에 결혼해 피임을 전혀 하지 않는 여성의 경우 평균 11번의 출산을 할 수 있는 것으로 알려져 있는데 요즘 시대에 이런 여성을 찾아보기는 매우 어렵다.
맬서스의 이론은 자녀의 자질을 고려하지 않고 오직 자녀의 수가 소득변화에 민감한 것을 가정하고 있고, 다윈은 부모가 직면한 경제적 제약을 무시한 채 능력이 뛰어난 후손의 생존력을 극대화하는 것에만 초점을 둬서 각각 부모의 자녀수요에 대한 한쪽 면만을 보는 한계가 있었다. 베커는 맬서스와 다윈 이론의 장점을 결합해 부모가 몇 명의 자녀를 출산할 것인지 결정하는 과정에서 자신들의 경제적 능력 및 자녀 양육비용을 고려해 자질과 능력이 뛰어난 자녀를 낳고 싶어 한다는 점에 주목했다.
베커의 자녀수요에 대한 경제모형에서 가장 중요한 내용은 부모가 몇 명의 자녀를 낳을지 결정할 때 자녀의 수와 자질을 분리하지 않고 함께 고려한다는 점에 주목한 것이다. 즉 자녀의 수와 자녀의 자질 간 밀접한 상호작용에 주목했다. 이를 이해하기 위해 2대의 자동차를 구매하기로 결정한 한 가구의 예를 들어보자. 이 가구에서 첫 번째 자동차는 고급 외제승용차로 구매하고, 두 번째 자동차는 비교적 저렴한 중고 소형승용차를 구매하기로 결정할 수 있을 것이다. 이렇듯 상품은 비싸고 질이 좋은 상품과 저렴하고 질은 낮은 상품을 동시에 소유하거나 소비하는 것이 가능하고 우리는 이를 합리적인 수요로 이해한다. 그렇지만 자녀의 경우라면 상황이 달라진다. 부모들이 자질이 뛰어난 자녀와 자질이 떨어지는 자녀를 모두 원하는 경우는 없을 것이기 때문이다. 따라서 부모는 모든 자녀들의 자질이 뛰어나기를 바란다. 이처럼 부모 입장에서 자녀의 수와 자녀의 자질은 분리해 생각할 수 없는 밀접한 관계다.

## 같이 보기
- 고령 임신
- 수태인자
- 인구 증가
- 저출산
- 합계출산율